# Passerelle Eiffel
Passerelle Eiffel nebo Pont ferroviaire Saint-Jean je železniční most, otevřený v roce 1860 a nyní nepoužívaný, přes řeku Garonne v Bordeaux. Od roku 2008 je železniční doprava vedena přes bezprostředně sousedící Pont ferroviaire Garonne.

## Historie
Most sloužil ke spojení železniční sítě Compagnie du chemin de fer de Paris à Orléans a Compagnie des Chemins de fer du Midi. Tím bylo umožněno vlakové spojení z Paříže přes Bordeaux do Hendaye na španělských hranicích a přes Toulouse do Sète, aniž by bylo nutné jet kočárem z bývalého Gare d'Orléans na pravém břehu řeky do nedaleké stanice Bordeaux-Saint-Jean na levé straně řeky.
Most byl postaven podle návrhu Stanislase de la Laroche-Tolay a Paula Régnaulda pod vedením mladého Gustava Eiffela v letech 1858–1860.

## Popis
Dvoukolejný most byl původně 511 m dlouhý, dnes má 475 m. Vzdálenost mezi pilíři byla 62,86 + 5 × 77,06 + 62,85 m pevné.
Nosnou konstrukci tvoří dva 6,35 m vysoké kované paralelní pásové nosníky vzdálené od sebe 8,60 m. Tehdy se jim říkalo příhradové nosníky, protože vysoké kříže se sloupky jsou podobné příhradové konstrukci. Most má horní příčnou výztuhu.
Pilíře se skládají každý ze dvou litinových trub o průměru 3,60 m, které jsou vyplněny betonem. Sloužily jako kesony, aby se pilíře dostaly až do hloubky 17 m.
V roce 1862 dostal most železnou lávku pro pěší, která byla v roce 1981 z bezpečnostních důvodů rozebrána.
Když se stavěl sousední nový most, měl být starý most zcela zbořen. Na naléhání (francouzského) šéfa UNESCO však bylo rozhodnuto jej z velké části zachovat.
Most je od roku 2010 zapsán jako historická památka.
V roce 2018 začala jeho oprava a po jejím skončení bude most využíván jako most pro pěší a cyklostezka.